# Blessing (柴咲コウの曲)
『Blessing』(ブレッシング)は、柴咲コウの楽曲。MuseK、柴咲コウの二つの異なる名義で、それぞれ、英語詞、日本語詞で歌われている。

## 概要
本作は、柴咲が芸能活動20周年を迎えて最初に制作された楽曲であり、12ヶ月連続プレスリリースの第2弾として発表されたものである。2018年5月30日に『MuseK』名義で英語詞のものが、1ヶ月後の6月16日には『柴咲コウ』名義で日本語詞のものがそれぞれ配信され、自身がソロとして発表した楽曲としては初の全英語詞による楽曲となった。また、本作のように英語詞での楽曲を発表する際は、『MuseK』名義で発表することとし、本作が全世界に向けてのデビュー・シングルとなった。また、日本語詞での楽曲は、これまで通り『柴咲コウ』名義での発表を行っていくという。
NHK大河ドラマ『おんな城主 直虎』が海外でも放送され、海外において柴咲のファンが増えていることから、「海外のたくさんの方に私のさまざまな活動を見て、聞いてほしい」と語っている。

## Blessing (MuseK名義)
『Blessing』(ブレッシング)は、柴咲コウがMuseK名義で発売した配信限定シングル。

### 解説
柴咲自身としては『Intoxicated』以来の全英語詞の楽曲となり、世界デビュー・シングルとなる。

### 収録曲
1. Blessing
作詞：柴咲コウ 作曲・編曲：野崎良太 訳詞：有坂美香

## Blessing (柴咲コウ名義)
『Blessing』(ブレッシング)は、柴咲コウが発売した配信限定シングル。

### 解説
MuseK名義で発売した全英語詞の同楽曲を日本語詞で歌ったものとなる。

### 収録曲
1. Blessing
作詞：柴咲コウ 作曲・編曲：野崎良太 訳詞：有坂美香